# Grantgasell
Grantgasellen (Gazella granti eller Nanger granti) är med sin mankhöjd på 82 cm och en genomsnittlig vikt av 80 kg en av de större arterna i släktet gaseller. Den är uppkallad efter den skotska naturforskaren James Augustus Grant (1827-1892).

## Utseende
Grantgasellen är helt rödbrun ovanpå och vit på buken. I ansiktet finns två vita streck som går från varje öga till nosen. Hornen liknar ett långsträckt S och vrider sig runt axeln, men det finns skillnader mellan de olika underarterna. Individerna når en kroppslängd (huvud och bål) på 140-166 cm och en svanslängd på 20-28 cm. Honor är med sina 38-67 kg betydlig lättare än hannarna, som når 60-81,5 kg. Dessutom är honornas horn smalare. Vid ögonen finns en körtel, men körtelvätskan används inte för att markera revir. Den dominanta hanen markerar istället med urin och avföring.

## Utbredning och habitat
Arten lever i östra Afrika. Utbredningsområdet sträcker sig från Tanzania, Kenya och Uganda norrut till Etiopien och Somalia. Habitatet utgörs av halvöknar och savanner med enskilda träd. I bergstrakter finns denna gasell 2500 meter över havet.

## Ekologi
Denna gasell undviker regioner med långt gräs. Den livnär sig av löv och gräs. Grantgasellen lever i hjordar med cirka 30 individer som leds av en hanne. Dessutom finns ungkarlsflockar. Ofta bildar grantgaseller blandade flockar med andra växtätare. Honan är dräktig i ungefär 6 månader och sedan föds vanligen en unge. Den väger vid födelsen 5-7 kg.
Vätskebehovet täcks med födan och därför finns arten i regioner som saknar vattendrag eller dammar.